# Schloss-Klinik Sonnenbühl
Koordinaten: 48° 0′ 54″ N, 8° 32′ 37,4″ O

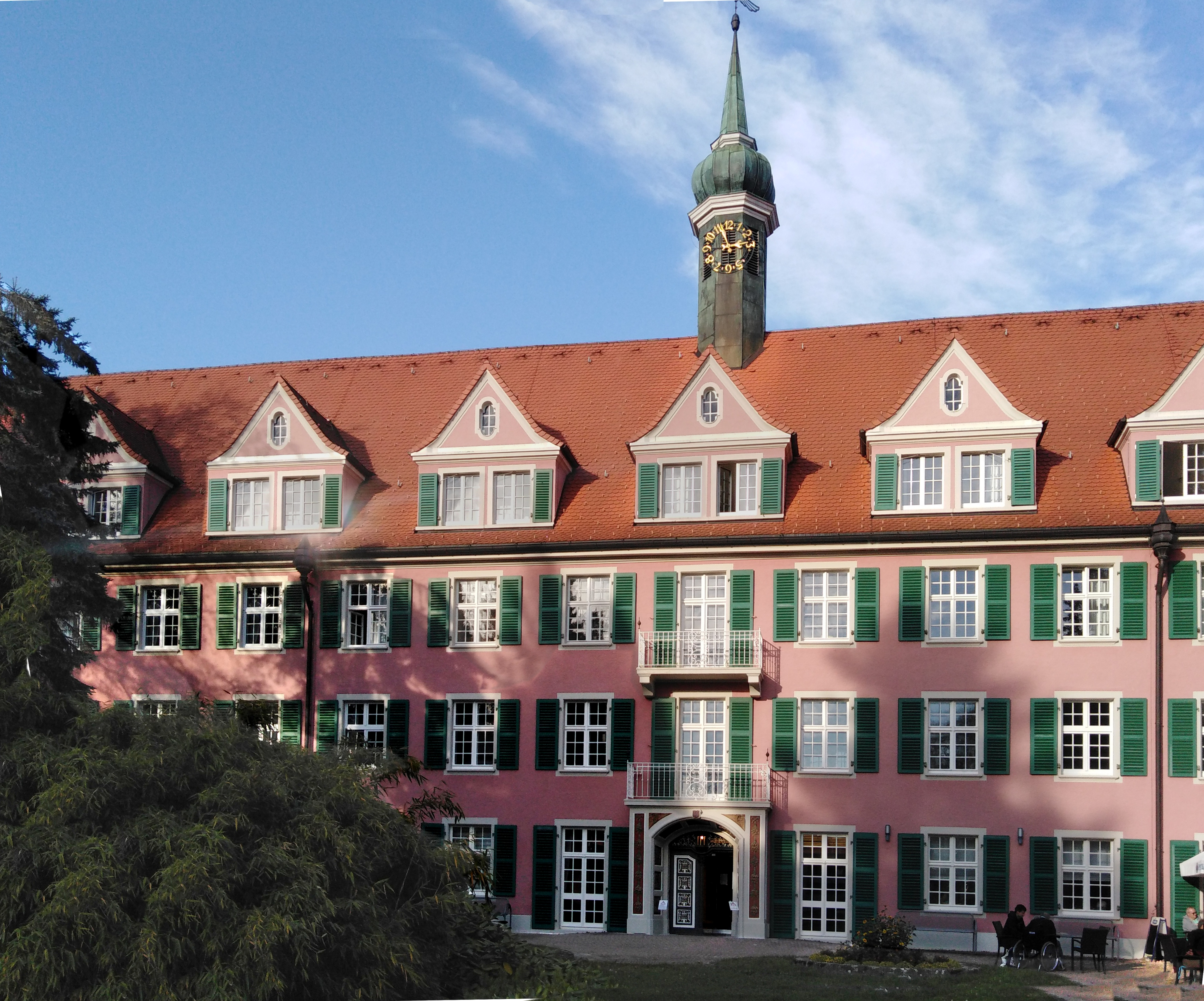
Schloss-Klinik Sonnenbühl (2020)

Die Schloss-Klinik Sonnenbühl  an der Hammerbühlstraße in Bad Dürrheim wurde 1926 als Erholungsheim der Reichsbahnbetriebskrankenkassen eröffnet und dient heute der Rehabilitation, Anschlussheilbehandlung oder Prävention für Indikationen der Orthopädie und Neurologie. Sie ist seit 2003 Teil der Vital-Kliniken GmbH. Zu ihnen gehören auch die Klinik Dreizehnlinden in Bad Driburg und die Klinik Buchenholm in Malente. Ihr Alleingesellschafter ist die Bahn-BKK. Das Gebäude ist denkmalgeschützt.

## Architektur

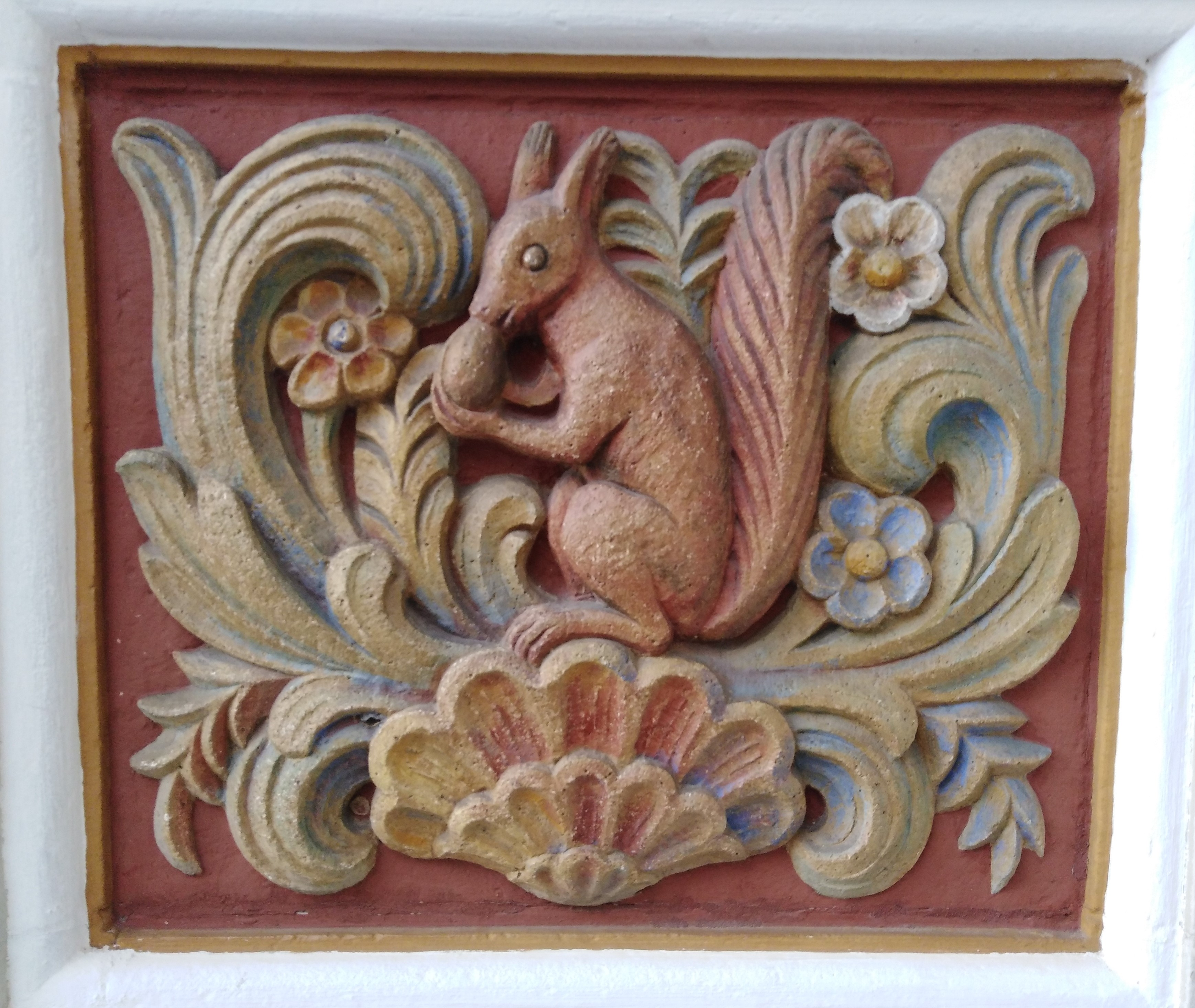
Schloss-Klinik Sonnenbühl – Detail am Portal – Eichhörnchen (1924/26)

Die Wahl des Architekten fiel im Rahmen einer Wettbewerbsausschreibung in der Baumeisterzeitung für Württemberg, Baden und Hohenzollern auf Prof. Gruber und Gutmann aus Karlsruhe. Der dreigeschossige, in "T-Form" gebaute Bau mit Giebelgauben wurde am 24. Juli 1926 als Eisenbahner-Erholungsheim für 124 Patienten (66 Erwachsene und 58 Kinder) eröffnet. Ihn umgibt eine großzügige Gartenanlage. Ein aufwändig mit plastischen, farbigen Steinreliefs ausgeschmücktes Portal empfängt den Besucher. Hier wie in der Wetterfahne der Turmspitze findet sich das Wahrzeichen der Eisenbahner, das Flügelrad.

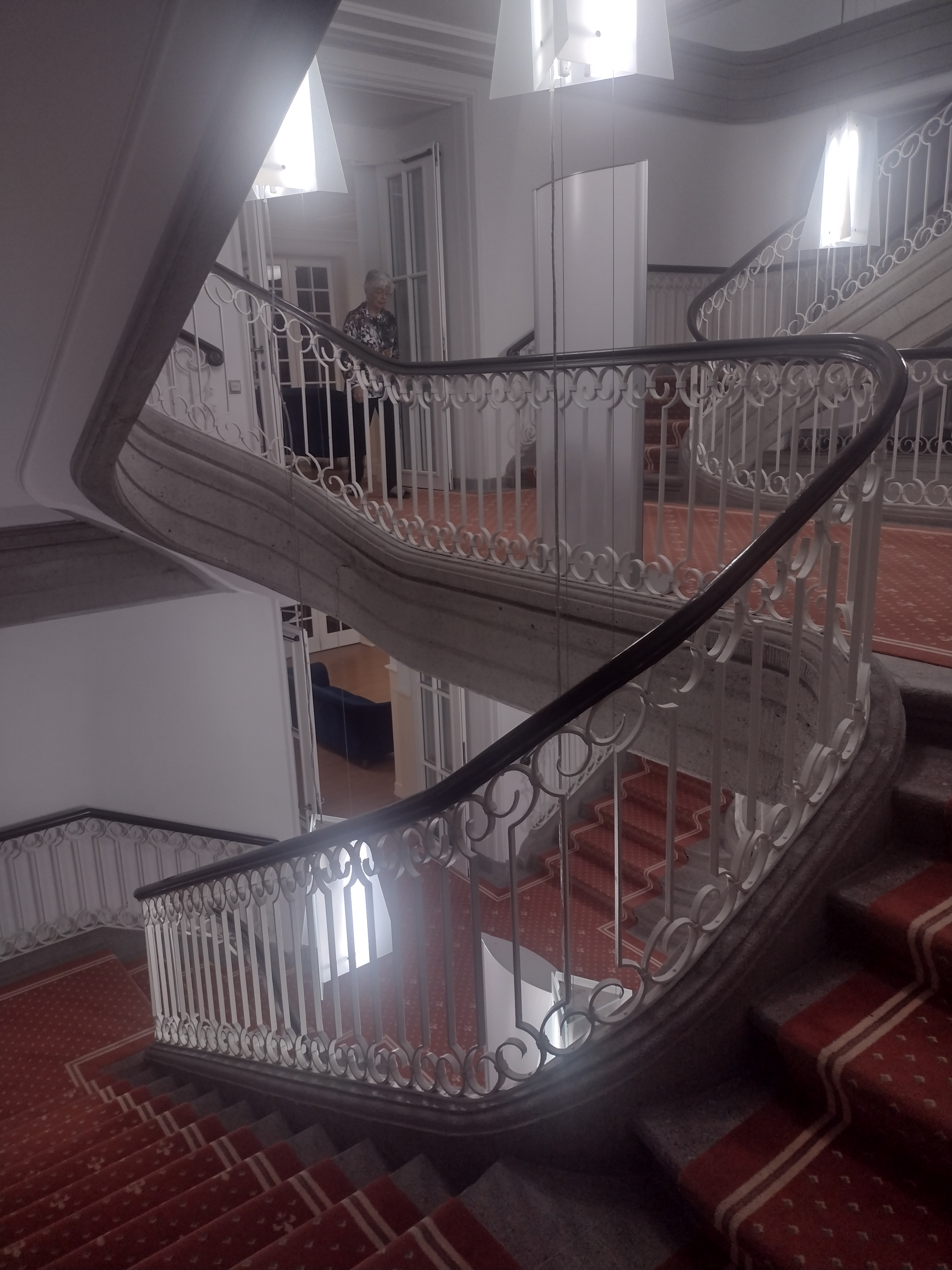
Treppenhaus, 1. und 2. Etage

Bemerkenswertes Relikt der Innenausstattung ist das in seiner Ursprünglichkeit erhaltene Treppenhaus. Die Baukosten beliefen sich auf die für damalige Verhältnisse enorme Summe von 1.242.00 Reichsmark und übertrafen die veranschlagten Baukosten um 63,5 %. Hansjörg Häfele, MdB der CDU im Wahlkreis Donaueschingen, nannte den schlossähnlichen Bau deswegen später Klein-Versailles.
Von 1974 bis 1976 wurden mit einem Aufwand von 40 Millionen Mark eine ärztliche Abteilung, eine Badeabteilung, ein Bewegungsbad, ein Küchentrakt, ein Speisesaal und Freizeiträume angebaut. 1983 wurde die Zahl der Doppelzimmer verringert, in den Jahren 1983 und 1987  Nasszellen eingebaut. 1999 bis 2000 wurde ein Bettenhaus mit 38 Zimmern mit behinderten- und rollstuhlgerechter Ausstattung errichtet. 2005 bis 2007 erfolgten weitere Renovierungen des Haupthauses sowie von Teilen der Nebengebäude mit einem Aufwand von 10 Millionen Euro.

## Geschichte
Die Initiative zur Errichtung des Gebäudes stand in engem Zusammenhang mit dem 1923 erlassenen Gesetz über vorbeugende Heilverfahren. Damit traten Vorsorge, Vorbeugung, Verhütung und Rehabilitation an die vorderen Stellen der Pflichtaufgaben der Krankenkassen. Die Idee der präventiven Heilverfahren setzte sich auch bei den deutschen Eisenbahnern durch. In allen Reichsbahndirektionen entstanden Genesungsheime für Bahnbedienstete und ihre Familien. Das Erholungsheim Bad Dürrheim wurde von der Reichsbetriebskrankenkasse Karlsruhe mitfinanziert. Der Betrieb des Erholungsheimes wurde in die Hände der Kongregation der Schwestern vom Hl. Josef zu Saint-Marc, Provinz St. Trudpert, gelegt. 1929 wurde auf dem Gelände eine später nach Öfingen verlegte Wetterstation der Landeswetterwarte Karlsruhe errichtet, deren Messergebnisse der Hausmeister festhielt. In den Jahren 1940 bis 1945 diente das „Eisenbahner“ als Wehrmachtslazarett. Trotzdem gelang es den Schwestern über einen 1938 geschlossenen Betreuungsvertrag, ihr Wirken fortzusetzen. Am 15. November 1945 beschlagnahmten die Franzosen das Eisenbahnerheim und wandelten es in ein Erholungsheim mit dem Namen Preventorium de Bad Dürrheim „Perce Neige“ um. Die Schwestern bewirtschafteten weiterhin das Haus.
Am 1. Dezember 1949 ging das Leichtkrankenhaus wieder in den Besitz der Bundesbahnbetriebskrankenkasse (BBKK) Frankfurt über. Es diente jetzt der Tuberkulose-, Mütter- und Kinderfürsorge.
Seit 1965 liegt die Verwaltungsleitung in weltlichen Händen, die Schwestern verließen das Haus. Unter Verwaltungsleiter Erich Duffner wurde die Kinderabteilung geschlossen, die Kuranstalt Bad Dürrheim durch umfangreiche Umbauten zur Kurklinik Sonnenbühl umgestaltet und bereits 1971 umbenannt. Die Namensgebung ging auf den Vorschlag des späteren Bundesbahndirektors Vollmer zurück, der damit auf die Lage an einem sonnenbeschienenen Hügel (badisch „Bühl“) hinweist.
In den 80er-Jahren werden alle Zimmer mit Nasszellen ausgestattet. 
Seit 1996 erweitert die Klinik ihr Leistungsspektrum durch verstärkte Aufnahme von Patienten mit Anschlussheilbehandlung. Kardiologie und Orthopädie ergänzten das medizinische Aufgabenfeld. 1996 erfolgte die Umbenennung in Reha-Klinik Sonnenbühl.
Die Schloss-Klinik Sonnenbühl in Bad Dürrheim, die Klinik Buchenholm in Malente und die Klinik Dreizehnlinden in Bad Driburg waren bis 1993 in einer Verbundeinrichtung des Bundeseisenbahnvermögens organisiert. Dem allgemeinen Trend folgend wurden die drei Kliniken am 1. Januar 2003 vom Eigenbetrieb in die Rechtsform einer GmbH überführt. Ihr alleiniger Gesellschafter ist die Bahn-BKK, die seit Dezember 1998 für sie organisatorisch zuständig war. Einem Organisationsgutachten des Wirtschaftsprüfungsunternehmens WIBERA folgend fiel die Entscheidung über die künftige medizinische Ausrichtung als Rehabilitationsklinik. Die Kliniken sollten sich in Zukunft selbständig – ohne Bezuschussung – auf dem Rehabilitationsmarkt bewähren.
2006 erhielt die Klinik die Genehmigung zur Behandlung von Patienten mit neurologischen Erkrankungen (Phase C und D). 2009 wurde das Angebot um das Standbein Prävention ausgebaut. Hier arbeitet die Klinik im Rahmen des betrieblichen Gesundheitsmanagements mit Unternehmen der Verkehrswirtschaft zusammen.

## Archivalische Quellen (Auswahl)
(nicht genutzt)
- Landesarchiv Ba-Wü, Staatsarchiv Freiburg:
  - B 1250/1 Salinenamt Dürrheim Nr. 44 Wohnungen und sonstige Gebäude; Eisenbahner-Erholungsheim, 1924 Permalink
  - B 1250/1 Salinenamt Dürrheim Nr. 45  Wohnungen und sonstige Gebäude; Errichtungen eines Kurmittelhauses sowie Pläne, 1935–1950 Permalink
  - G 1184/3 Gesundheitsamt Villingen-Schwenningen Nr. 118 Krankenhäuser/Heilstätten/Heime:  Kurheim und Sanatorium Bad Dürrheim; Kurklinik Sonnenbühl in Bad-Dürrheim 1939–1976 Permalink

- Landesarchiv Ba-Wü, Generallandesarchiv Karlsruhe
  - 69 Majolika Manufaktur Karlsruhe Z 612 Eingang Schwimmhalle der Kurklinik Sonnenbühl Bad Dürrheim Permalink (ebenso 613 Permalink)
  - 69 Majolika Manufaktur Karlsruhe Z 614 Wandbild, Schwimmhalle der Kurklinik Sonnenbühl Bad Dürrheim Permalink